# Радіоінтерферометрія з наддовгою базою

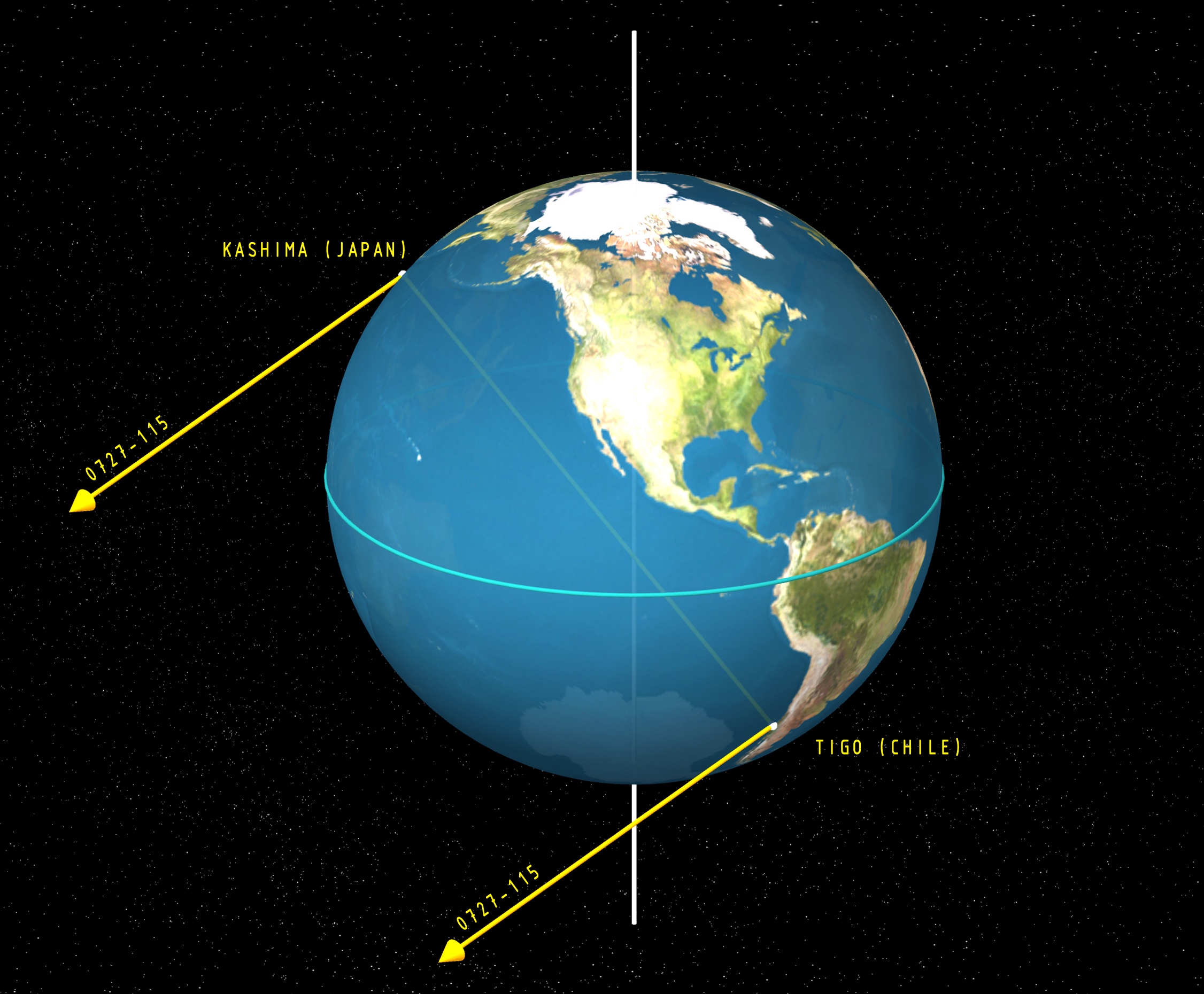

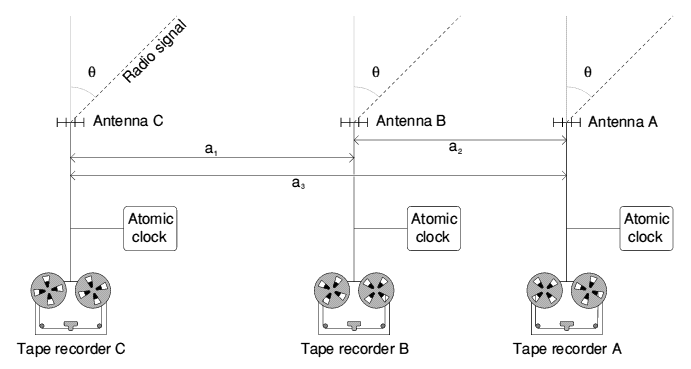

Радіоінтерферометрі́я з наддо́вгою ба́зою — метод вимірювання координат радіоджерел за допомогою інтерферометрів, рознесених на великі відстані (понад 1000 км). Об'єктами спостережень є радіоджерела далекого космосу з незначними власними рухами, здебільшого квазари, активні ядра галактик.
Метод застосовується для складання астрономічних каталогів, визначення параметрів обертання Землі, побудови координатних систем (зокрема, міжнародної небесної координатної системи та міжнародної наземної координатної системи).